# Danh sách đĩa nhạc của 4minute
Dưới đây là danh sách đĩa nhạc của 4Minute - một nhóm nhạc nữ Hàn Quốc.

## Albums

### Album phòng thu
| Tựa đề                                                                         | Chi tiết | Vị trí cao nhất | Vị trí cao nhất | Vị trí cao nhất | Vị trí cao nhất | Doanh số                               |           |           |           |
| Tựa đề                                                                         | Chi tiết | KOR             | JPN             | TWN             | TWN East Asian  | Doanh số                               |           |           |           |
| Tiếng Hàn                                                                      | Tiếng Hàn | Tiếng Hàn       | Tiếng Hàn       | Tiếng Hàn       | Tiếng Hàn       | Tiếng Hàn                              | Tiếng Hàn | Tiếng Hàn | Tiếng Hàn |
| ------------------------------------------------------------------------------ | --- | --------------- | --------------- | --------------- | --------------- | -------------------------------------- | --------- | --------- | --------- |
| 4Minutes Left                                                                  | - Phát hành: 5 tháng 4 năm 2011 - Nhãn đĩa: Cube Entertainment, Universal Music Group - Định dạng: CD, tải nhạc số | 2               | 145             | —               | 3               | - Hàn Quốc: 37.727+                    |           |           |           |
| Tiếng Nhật                                                                     | |                 |                 |                 |                 |                                        |           |           |           |
| Diamond                                                                        | - Phát hành: 15 tháng 12 năm 2010 - Nhãn đĩa: Far Eastern Tribe Records - Định dạng: CD, tải nhạc số               | 10              | 27              | —               | 7               | - Nhật Bản: 12.273+ - Hàn Quốc: 1.000+ |           |           |           |
| "—" nghĩa là không được xếp hạng hoặc không được phát hành ở vùng lãnh thổ đó. | |                 |                 |                 |                 |                                        |           |           |           |

### Album tổng hợp
| Best of 4Minute                                                                | - Phát hành: 26 tháng 9 năm 2012 - Nhãn đĩa: Far Eastern Tribe Records - Định dạng: CD, tải nhạc số | — | 37 | - Nhật Bản: 6.110+ |
| "—" nghĩa là không được xếp hạng hoặc không được phát hành ở vùng lãnh thổ đó. | |   |    |                    |

## EP
| For Muzik                                                                      | - Phát hành: 28 tháng 8 năm 2009 - Nhãn đĩa: Cube Entertainment, Mnet Media - Định dạng: CD, tải nhạc số            | 2 | —   | 17 | 1 | - Hàn Quốc: 25.000+                                  |
| Hit Your Heart                                                                 | - Phát hành: 19 tháng 5 năm 2010 - Nhãn đĩa: Cube Entertainment, Universal Music Group - Định dạng: CD, tải nhạc số | 3 | 205 | 19 | 5 | - Hàn Quốc: 23.218+                                  |
| Volume Up                                                                      | - Phát hành: 9 tháng 4 năm 2012 - Nhãn đĩa: Cube Entertainment, Universal Music Group - Định dạng: CD, tải nhạc số  | 1 | 114 | 13 | 6 | - Hàn Quốc: 57.294+                                  |
| Name Is 4Minute                                                                | - Phát hành: 26 tháng 4 năm 2013 - Nhãn đĩa: Cube Entertainment, Universal Music Group - Định dạng: CD, tải nhạc số | 2 | 83  | 16 | 2 | - Hàn Quốc: 15,620+ - Nhật Bản: 1,998                |
| 4Minute World                                                                  | - Phát hành: 17 tháng 3 năm 2014 - Nhãn đĩa: Cube Entertainment, Universal Music Group - Định dạng: CD, tải nhạc số | 2 | —   | —  | 4 | - Hàn Quốc: 11,231+                                  |
| Crazy                                                                          | - Phát hành: 9 tháng 2 năm 2015 - Nhãn đĩa: Cube Entertainment, Universal Music Group - Định dạng: CD, tải nhạc số  | 2 | 152 | —  | — | - Hàn Quốc: 22.102+ - Nhật Bản: 800 - Hoa Kỳ: 1.000+ |
| Act. 7                                                                         | - Phát hành: 1 tháng 2 năm 2016 - Nhãn đĩa: Cube Entertainment, Universal Music Group - Định dạng: CD, tải nhạc số  | 2 | 274 | 2  | — | - Hàn Quốc: 7.646+                                   |
| "—" nghĩa là không được xếp hạng hoặc không được phát hành ở vùng lãnh thổ đó. | |   |     |    |   |                                                      |

## Đĩa đơn
| Tựa đề                                                                         | Năm       | Vị trí cao nhất | Vị trí cao nhất | Vị trí cao nhất | Vị trí cao nhất | Doanh số (tải nhạc số)                | Album           |
| Tựa đề                                                                         | Năm       | KOR             | KOR Hot 100     | JPN             | JPN Hot 100     | Doanh số (tải nhạc số)                | Album           |
| Tiếng Hàn                                                                      | Tiếng Hàn | Tiếng Hàn       | Tiếng Hàn       | Tiếng Hàn       | Tiếng Hàn       | Tiếng Hàn                             | Tiếng Hàn       |
| ------------------------------------------------------------------------------ | --------- | --------------- | --------------- | --------------- | --------------- | ------------------------------------- | --------------- |
| "Hot Issue"                                                                    | 2009      | —               | —               | —               | —               |                                       | For Muzik       |
| "Muzik"                                                                        | 2009      | —               | —               | —               | —               |                                       | For Muzik       |
| "What a Girl Wants"                                                            | 2009      | —               | —               | —               | —               |                                       | For Muzik       |
| "HuH"                                                                          | 2010      | 3               | —               | —               | —               | - Hàn Quốc: 2.357.440+                | Hit Your Heart  |
| "I My Me Mine"                                                                 | 2010      | 9               | —               | —               | —               | - Hàn Quốc: 1.815.744+                | Hit Your Heart  |
| "Heart to Heart"                                                               | 2011      | 5               | —               | —               | —               | - Hàn Quốc: 1.842.291+                | 4Minutes Left   |
| "Mirror Mirror"                                                                | 2011      | 2               | —               | —               | —               | - Hàn Quốc: 2.057.010+                | 4Minutes Left   |
| "Volume Up"                                                                    | 2012      | 2               | 3               | —               | —               | - Hàn Quốc: 1.816.296+                | Volume Up       |
| "What’s Your Name?"                                                            | 2013      | 1               | 1               | —               | —               | - Hàn Quốc: 1.477.832+                | Name Is 4Minute |
| "Whatcha Doin' Today"                                                          | 2014      | 1               | 4               | —               | —               | - Hàn Quốc: 624.845+                  | 4Minute World   |
| "Cold Rain"                                                                    | 2015      | 15              | —               | —               | —               | - Hàn Quốc: 147.364+                  | Crazy           |
| "Crazy"                                                                        | 2015      | 3               | —               | —               | —               | - Hàn Quốc: 664.238+ - Hoa Kỳ: 2.000+ | Crazy           |
| "Hate"                                                                         | 2016      | 13              | —               | —               | —               | - Hàn Quốc: 231.584+                  | Act.7           |
| Đĩa đơn tiếng Hàn nằm ngoài album                                              |           |                 |                 |                 |                 |                                       |                 |
| "Jingle Jingle"                                                                | 2009      | 166             | —               | —               | —               | - Hàn Quốc: 1.658.082+                | —               |
| "Superstar"                                                                    | 2010      | 22              | —               | —               | —               |                                       | —               |
| "Freestyle"                                                                    | 2011      | 28              | —               | —               | —               | - Hàn Quốc: 360.616+                  | —               |
| "Over And Over"                                                                | 2012      | 20              | —               | —               | —               | - Hàn Quốc: 319.967+                  | —               |
| "Is It Poppin'?"                                                               | 2013      | 9               | 6               | —               | —               | - Hàn Quốc: 596.404+                  | —               |
| "Only Gained Weight" (feat. Brave Brothers)                                    | 2014      | 5               | 10              | —               | —               | - Hàn Quốc: 267.163+                  | —               |
| Tiếng Nhật                                                                     |           |                 |                 |                 |                 |                                       |                 |
| "Muzik"                                                                        | 2010      | —               | —               | 21              | —               | - Nhật Bản: 6.154+                    | Diamond         |
| "I My Me Mine"                                                                 | 2010      | 15              | —               | 26              | —               | - Nhật Bản: 10.945+                   | Diamond         |
| "First/Dreams Come True"                                                       | 2010      | 26              | —               | 28              | —               | - Nhật Bản: 6.097+                    | Diamond         |
| "Why"                                                                          | 2011      | —               | —               | 17              | —               | - Nhật Bản: 13.559+                   | Best of 4Minute |
| "Heart to Heart"                                                               | 2011      | —               | —               | 18              | —               | - Nhật Bản: 9.930+                    | Best of 4Minute |
| "Ready Go"                                                                     | 2011      | 57              | 70              | 23              | —               | - Nhật Bản: 7.835+                    | Best of 4Minute |
| "Love Tension"                                                                 | 2012      | —               | —               | 26              | —               | - Nhật Bản: 4.820+                    | Best of 4Minute |
| "—" nghĩa là không được xếp hạng hoặc không được phát hành ở vùng lãnh thổ đó. |           |                 |                 |                 |                 |                                       |                 |

## Hợp tác
| Năm  | Tựa đề                                                                             | Nghệ sĩ                             | Album                        |
| ---- | ---------------------------------------------------------------------------------- | ----------------------------------- | ---------------------------- |
| 2010 | "Heard 'Em All (Remix)"                                                            | Amerie, Jun Hyung                   | In Love & War (Asia Edition) |
| 2010 | "Once Again, Republic of Korea (다시 한 번 대한민국)" also known as World Cup Song | Brown Eyed Girls                    | —                            |
| 2011 | "Without U"                                                                        | Thelma Aoyama                       | —                            |
| 2011 | "Fly So High"                                                                      | Cube Artist                         | —                            |
| 2011 | "Silly Boy"                                                                        | 015B, Jun Hyung                     | —                            |
| 2013 | "Christmas Song"                                                                   | Cube Artist                         | —                            |
| 2013 | "You Are A Miracle"                                                                | SBS Gayo Daejeon Friendship Project | —                            |

## Soundtracks
| Năm  | Tựa đề                      | Chương trình                |
| ---- | --------------------------- | --------------------------- |
| 2010 | "Dreams Come True"          | Master of Study             |
| 2010 | "Making Love (사랑 만들기)" | Personal Preference         |
| 2010 | "Chaos A.D."                | The Fugitive: Plan B        |
| 2010 | "Home Run (홈런)"           | Rolling Stars               |
| 2010 | "One Thing"                 | It’s Okay, Daddy’s Daughter |
| 2011 | "Why"                       | Akuto: Juhanzai Sosahan     |
| 2012 | "Welcome to the School"     | School 2013                 |
| 2013 | "Fallin In Love"            | Remember me, Princess?      |
| 2015 | "Nightmare"                 | Yong-pal                    |

## Album video

### DVD
| Tựa đề             | Chi tiết                                                                     | Doanh số          |
| ------------------ | ---------------------------------------------------------------------------- | ----------------- |
| Emerald Of 4minute | - Phát hành: 7 tháng 9 năm 2011 - Định dạng: DVD - Oricon Chart: #4          | - Nhật Bản: 2.194 |
| VOLUME UP ON/OFF   | - Phát hành: ngày 19 tháng 9 năm 2012 - Định dạng: DVD - Oricon Chart: # 176 |                   |

## Video âm nhạc

### 4Minute
| Năm        | Tựa đề                      | Đạo diễn    | Ghi chú       |
| Tiếng Hàn  | Tiếng Hàn                   | Tiếng Hàn   | Tiếng Hàn     |
| ---------- | --------------------------- | ----------- | ------------- |
| 2009       | "Hot Issue"                 | Không biết  |               |
| 2009       | "Muzik"                     | Không biết  |               |
| 2009       | "What a Girl Wants"         | Không biết  |               |
| 2010       | "Huh"                       | Won Ki Hong |               |
| 2010       | "I My Me Mine"              | Won Ki Hong |               |
| 2011       | "Heart to Heart"            | Won Ki Hong |               |
| 2011       | "Mirror Mirror"             | Won Ki Hong |               |
| 2012       | "Volume Up"                 | Won Ki Hong |               |
| 2013       | "What's Your Name?"         | Won Ki Hong |               |
| 2013       | "Is It Poppin'?"            | Won Ki Hong |               |
| 2014       | "Whatcha Doin' Today?"      | Won Ki Hong |               |
| 2014       | "Thank You:)"               | Không biết  |               |
| 2015       | "Cold Rain"                 | Không biết  |               |
| 2015       | "Crazy"                     | Không biết  |               |
| 2015       | "Crazy (Choreography Ver.)" | Không biết  |               |
| 2016       | "Hate"                      | Không biết  |               |
| Tiếng Nhật |                             |             |               |
| 2010       | "Muzik"                     | Không biết  |               |
| 2010       | "I My Me Mine"              | Không biết  |               |
| 2010       | "First"                     | Không biết  |               |
| 2011       | "Why"                       | Won Ki Hong |               |
| 2011       | "Heart to Heart"            | Không biết  |               |
| 2011       | "Ready Go"                  | Không biết  | Dance version |
| 2012       | "Love Tension"              | Không biết  |               |

### 2YOON
| Năm  | Tựa đề | Đạo diễn   | Ghi chú |
| ---- | ------ | ---------- | ------- |
| 2013 | "24/7" | Không biết |         |